# 文化路街道 (唐山市)
文化路街道，是中华人民共和国河北省唐山市路北区下辖的一个乡镇级行政单位。

## 行政区划
文化路街道下辖以下地区：
富强楼社区、山西南里社区、山西北里社区、北新里社区、煤医道社区、新华里社区、华岩南里社区、华岩东里社区、煤研分院社区、曙光楼社区、华岩路联合社区、健康楼社区、文化楼社区、机场路南楼社区和馨秀园社区。